# Польська школа кіно
Польська школа кіно (пол. Polska Szkoła Filmowa) — назва напрямку польського кіно, який розвивався у 1955–1965 роках.
Представники напрямку були під впливом італійських неореалістів.
Представники напрямку скористалися певною лібералізацією поглядів у Польщі. Головною темою їхніх фільмів стало місце Польщі у Другій світовій війні та під німецькою окупацією. Серед найважливіших тем була доля покоління вояків Армії Крайової, їхня роль у післявоєнній Польщі. Також зображувалися теми національної трагедії, зокрема німецькі концентраційні табори та Варшавське повстання. Політичні зміни дозволили говорити більш відкрито про недавню історію країни. Проте цензура продовжувала діяти, зокрема якщо йшлося про події після 1945 року. Як наслідок, про цей період було знято лише кілька фільмів.
Представники цієї течії кіно були з покоління, котре народилося в 1920-их, а тому їхні молоді роки випали якраз на Другу світову війну та повоєнні зміни, що сильно вплинуло на тематику та емоційність їхніх фільмів.
Представники Польської школи кіно першими в Східній Європі виступили проти офіційного нав'язування соцреалізму.
В рамках цього напрямку були дві тенденції: зображення героїки польського народу в різні періоди (напр. Анджей Вайда) та аналіз польського характеру через іронію, гумор та розвінчування національних міфів (напр. Анджей Мунк). Не менш яскравими представниками Польської школи кіно були Єжи Кавалерович, Войцех Єжи Гас, Тадеуш Конвіцький.
Важливу роль у історії цієї течії кіно відіграла діяльність Кінооб'єднання Kadr, яке об'єднало режисерів та сценаристів цього періоду. Саме цією студією було знято більшість фільмів польської школи кіно.

## Визначні представники та фільми
| - Анджей Вайда - Покоління (Pokolenie 1955) - Канал (Kanał 1957) - Попіл і діамант (Popiół i diament 1958) - Анджей Мунк - Людина на колії (Człowiek na torze, 1956) - Героїзм (Eroica, 1958) - Косооке щастя (Zezowate szczęście, 1959) - Пасажирка (Pasażerka, 1963, закінчений Вітольдом Лесєвичом) - Єжи Кавалерович - Тінь (Cień, 1956) - Справжній кінець великої війни (Prawdziwy koniec wielkiej wojny, 1957) - Потяг (Pociąg, 1959) - Мати Йоанна від янголів (Matka Joanna od Aniołów, 1961) | - Войцех Єжи Гас - Прощання (Pożegnania, 1958) - Як бути коханою (Jak być kochaną, 1963) - Казімеж Куц - Krzyż walecznych, 1958 - Ніхто не кличе (Nikt nie woła, 1960) - Люди з потягу (Ludzie z pociągu, 1961) - Тадеуш Конвіцький - Зимові сутінки (Zimowy zmierzch, 1957) - Останній день літа (Ostatni dzień lata, 1958) - День померлих (Zaduszki, 1961) - Станіслав Ружевич - Вільне місто (Wolne Miasto, 1958) - Свідоцтво народження (Świadectwo urodzenia, 1961) |